# Paranataelia orotavae
Paranataelia orotavae là một loài bướm đêm trong họ Noctuidae.